# Municipio de Dzierżoniów
Dzierżoniów es un municipio rural del distrito de Dzierżoniów, en el voivodato de Baja Silesia (Polonia).

## Geografía
Se encuentra en el suroeste del país y su sede de gobierno es Dzierżoniów, aunque no se encuentra dentro del término municipal. Además de con dicha localidad, limita con otros nueve municipios —Bielawa, Łagiewniki, Marcinowice, Niemcza, Nowa Ruda, Pieszyce, Piława Górna, Stoszowice y Świdnica— y tiene una superficie de 141,06 km² que abarca las localidades de Albinów, Borowica, Byszów, Dębowa Góra, Dobrocin, Dobrocinek, Jędrzejowice, Jodłownik, Kiełczyn, Kietlice, Kołaczów, Książnica, Marianówek, Mościsko, Myśliszów, Nowizna, Ostroszowice, Owiesno, Piława Dolna, Roztocznik, Tuszyn, Uciechów, Wiatraczyn y Włóki.

## Demografía
En 2011, según la Oficina Central de Estadística polaca, el municipio tenía una población de 9215 habitantes.